# Le vestali dell'amore
Le vestali dell'amore (The Girl Who Stayed at Home) è un film muto del 1919 diretto da D.W. Griffith.

## Trama
Allo scoppio della prima guerra mondiale due fratelli americani che vivono in Francia si arruolano nell'esercito francese e vanno a combattere in Germania. Entrambi lasciano le rispettive donne, le quali sono la ragione primaria del loro desiderio di tornare a casa.

## Distribuzione
Distribuito nelle sale statunitensi il 23 marzo 1919 dalla Artcraft Pictures Corporation, arrivò in Italia nel 1925.